# 구보타촌 (야마가타현)
구보타촌(窪田村)은 야마가타현 미나미오키타마군에 있던 촌이다. 현재의 요네자와시 중심부의 북방, 요네자와 난요도로 요네자와기타 나들목 부근에 해당한다. 

## 역사
- 1889년 4월 1일 - 정촌제 시행에 의해 7촌(1촌은 일부)의 구역을 가지고이 성립하였다.
- 1954년 10월 1일 - 요네자와시에 편입, 동일 구보타촌은 폐지되었다.

## 교통

### 도로
- 국도 제13호선

현재는 구촌지역에 요네자와 난요도로 요네자와기타 나들목이 소재하지만, 당시엔 미개통

## 참고문헌
- 『市町村名変遷辞典』東京堂出版、1990年。